# 大鐘則子
大鐘 則子（おおがね のりこ、4月19日 - ）は、日本の女性声優。愛知県出身。

## 人物
以前はぷろだくしょんバオバブに所属していた。
趣味は旅行、園芸。

## 出演作品

### テレビアニメ
- あたしンち（2004年、アナウンサー、女性B、従業員、母親）
- 焼きたて!ジャぱん（2004年、母親）
- やっとかめ探偵団（2005年、久保田幸子）
- ご姉弟物語（2009年、隣人）
- 名探偵コナン（2009年、女）

### OVA
- こどものじかん やすみじかん「〜あなたがわたしにくれたもの〜」（2007年、おばさん）

### ゲーム
- ローグギャラクシー（2005年、ミヨコ）
- ルパン三世 ルパンには死を、銭形には恋を（2007年）

### 吹き替え

#### 映画
- アメリカン・グラフィティ2（キャロル〈マッケンジー・フィリップス〉）
- アメリカン・パロディ・シアター（ブレンダ〈ミシェル・ファイファー〉）
- 宇宙戦争（カートゥーンキャラクター）
- エレクトラ
- カサノバ
- ガルフ・ウォー
- 華麗なるギャツビー ※ソフト版
- キューティ・ブロンド ※日本テレビ版
- 恋のトリセツ 別れ編
- サイレント・ワールド
- 人生の逆転（スンミ）
- セント・エルモス・ファイアー
- ダニー・ザ・ドッグ ※ソフト版
- 沈黙の聖戦 ※テレビ東京版
- デイブは宇宙船
- トム・ソーヤーの大冒険 ※	NHK-BS2版
- ファイナル・オプション（メリッサ〈リン・ミラー〉）※DVD版
- フライトプラン
- ミーン・ガールズ（クリスティン・ハドレー〈モリー・シャナハン〉）

#### ドラマ
- トワイライト・ゾーン
- ミッシング -サイキック捜査官-（マディ・ウィルソン #6、女性警官マイルズ #12 他）

#### テレビ番組
- プロジェクト・ランウェイ（アレグザンドラ・ヴィダル）

#### アニメ
- スパイダーマン（ストーム）
- ノディ（タビー、ピンクキャット）
- ラマになった王様2 クロンクのノリノリ大作戦